# Fauna Polski

Fauna Polski – gatunki zwierząt (Animalia) występujące w stanie dzikim na terenie Polski, gatunki rodzime występujące w granicach swojego naturalnego obszaru występowania oraz gatunki obce występujące w środowisku naturalnym. 
Symbolem  oznaczono gatunki objęte na terenie Polski ochroną gatunkową (ścisłą lub częściową).

## Gąbki (Porifera)

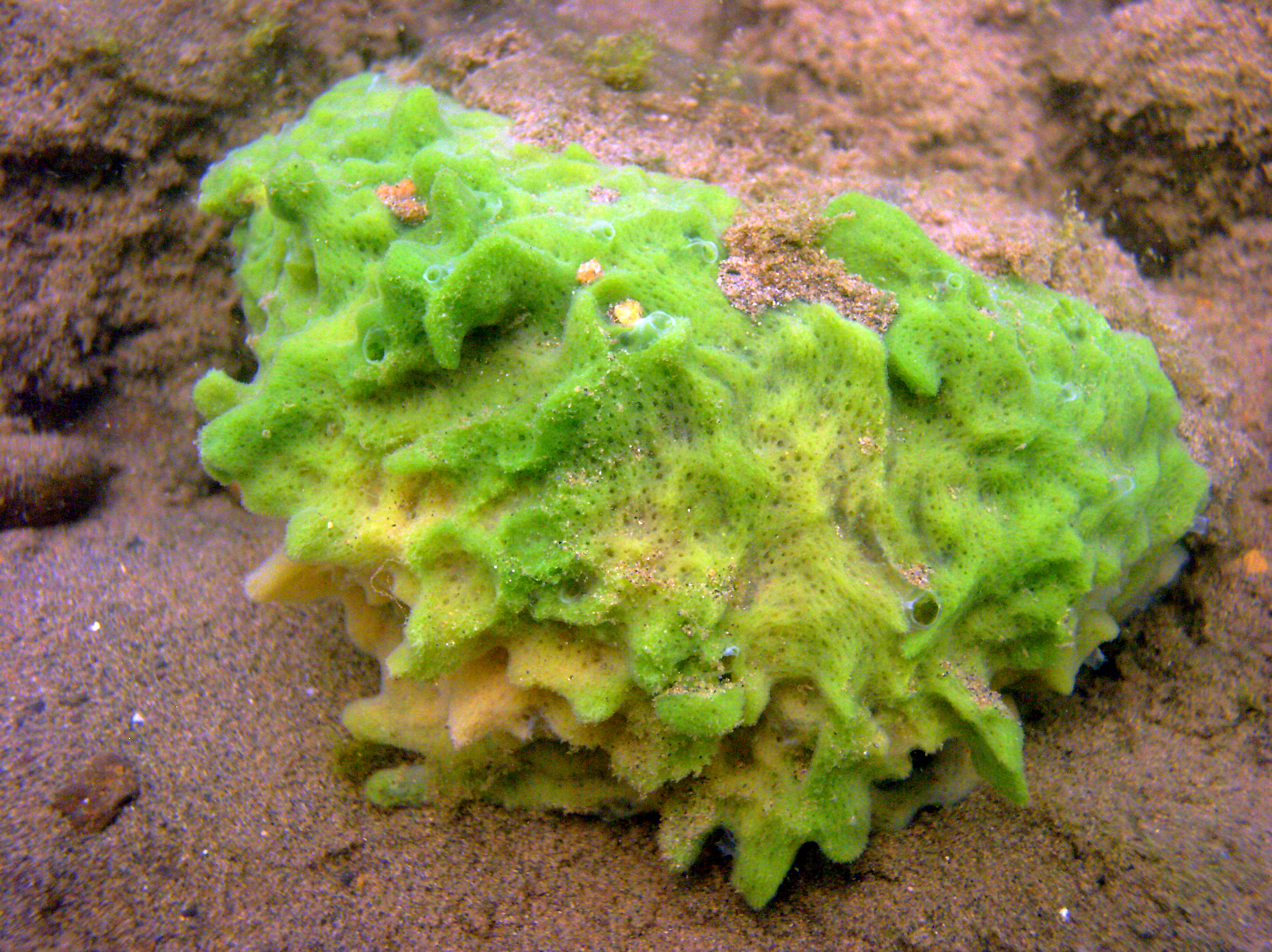
Nadecznik stawowy

W Polsce występuje 9 gatunków gąbek (Porifera) z 3 rodzin:
Rodzina powłócznicowate (Halichondriidae)
- Halichondria panicea(inne języki) (Pallas, 1766) – powłócznica chlebowa – gatunek morski

Rodzina nadecznikowate (Spongillidae) – spotykane w wodach słodkich
- Spongilla lacustris (Linnaeus, 1758) nadecznik stawowy – również w wodach słonawych

 syn. Euspongilla lacustris
- Eunapius fragilis (Leidy, 1851) – nadecznik łamliwy

syn. Spongilla fragilis Leidy, 1851
- Ephydatia fluviatilis (Linnaeus, 1758) – nawodnik rzeczny – również w wodach słonawych
- Ephydatia muelleri (Lieberkuhn, 1855) – nawodnik Müllera

syn. Meyenia mülleri Lieberkuhn, 1855
- Trochospongilla horrida Weltner, 1893 – nadecznica drżąca
- Heteromeyenia baileyi (Bowerbank, 1863) – strzępoczka rozesłana
- Heteromeyenia stepanowii (Dybowski, 1884) – strzępoczka zielonawa

Rodzina Halisarcidae
- Halisarca dujardini(inne języki) Johnston, 1842 – gatunek morski

## Żebropławy (Ctenophora)
W wodach głębinowych Bałtyku stwierdzono jeden gatunek żebropława (Ctenophora), drugi w Zatoce Gdańskiej:
Rodzina Pleurobranchiidae
- Pleurobranchia pileus O.F.Müller, 1776 – żebropław groszkówka, parowitek

Rodzina Bolinopsidae
- Mnemiopsis leidyi L. Agassiz, 1865 – gatunek inwazyjny, stwierdzony w Zatoce Gdańskiej

## Parzydełkowce (Cnidaria)

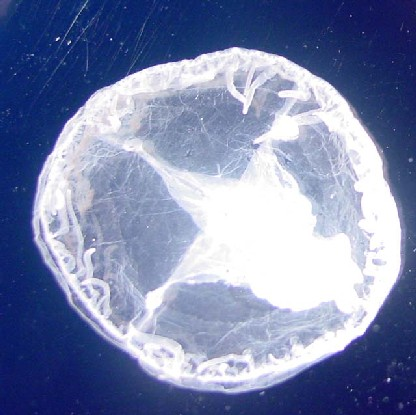
Hederyka Rydera

W wodach śródlądowych i przybrzeżnych wodach Bałtyku stwierdzono 28 gatunków parzydełkowców (Cnidaria). Większość gatunków morskich występuje bardzo nieregularnie i pojawia się tylko w momencie dużych wlewów z Morza Północnego:

### Stułbiopławy (Hydrozoa)
Spośród 24 gatunków stułbiopławów (Hydrozoa) tylko 7 występuje w wodach słodkich:

#### GromadaHydroidolinasyn.Leptolinae(inne języki)

##### RządAnthomedusae
Rodzina Hydractiniidae L. Aggasiz, 1862
- Clava multicornis(inne języki) (Forskal, 1775)

Rodzina Cordylophoridae von Lendenfeld, 1885
- Cordylophora caspia (Pallas, 1771) – gałęzatka

Rodzina Rathkeidae Russell, 1953
- Rathkea octopunctata(inne języki) (M. Sars, 1835) – bardzo rzadki w południowym Bałtyku

Rodzina Pandeidae Haeckel, 1879
- Halitholus cirratus(inne języki) (Hartlaub, 1913)

Rodzina Corynidae Johnston, 1836
- Sarsia tubulosa(inne języki) (M. Sars, 1835) – sarsja – bardzo rzadki w południowym Bałtyku

Rodzina Tubulariidae Goldfuss, 1818
- Ectopleura dumortieri(inne języki) (Van Beneden, 1844) – bardzo rzadki w południowym Bałtyku
- Hybocodon prolifer(inne języki) L. Agassiz, 1862 – bardzo rzadki w południowym Bałtyku

Rodzina Corymorphidae Allman, 1872
- Corymorpha nutans(inne języki) M. Sars, 1935 – bardzo rzadki w południowym Bałtyku

Rodzina stułbiowate (Hydridae) Dana, 1846 – gatunki występujące w wodach słodkich i o różnym stopniu zasolenia
- Hydra circumcincta(inne języki) P. Schultze, 1914 syn. Hydra stellata P. Schultze syn. Pelmatohydra braueri (Bedot, 1912) – gatunek słodkowodny
- Hydra oxycnida(inne języki) P. Schultze, 1914 – gatunek słodkowodny
- Hydra oligactis (Pallas, 1766) syn. Pelmatohydra oligactis Pallas, 1766 – stułbia szara (płowa)
- Hydra vulgaris Pallas, 1766 syn. Hydra attenuata (Pallas, 1766) – stułbia pospolita – gatunek słodkowodny
- Hydra viridissima Pallas, 1766 syn. Chlorohydra viridissima (Pallas, 1766) – stułbia zielona

Rodzina protostułbiowate (Protohydridae) Allman, 1888 – występuje w wodach słodkich i słonawych
- Protohydra leuckarti Greef, 1859 – protostułbia beczułkowa

##### RządLeptomedusae(inne języki)syn.Leptothecata(inne języki)
Rodzina Campanulariidae Johnston, 1836
- Hartlaubella gelatinosa(inne języki) (Pallas, 1766) – bardzo rzadki w południowym Bałtyku
- Obelia geniculata(inne języki) (Linnaeus, 1758)
- Obelia longissima(inne języki) (Pallas, 1766) – bardzo rzadki w południowym Bałtyku
- Laomedea flexuosa(inne języki) Alder, 1857
- Gonothyraea loveni(inne języki) (Allman, 1859)
- Clytia hemisphaerica(inne języki) (Linnaeus, 1767) – bardzo rzadki w południowym Bałtyku

Rodzina Campanulinidae Hincks, 1868
- Tima bairdii(inne języki) Forbes, 1848 – bardzo rzadki w południowym Bałtyku
- Opercularella lacerata(inne języki) (Johnston, 1847) – bardzo rzadki w południowym Bałtyku
- Melicertum octocostatum(inne języki) (M. Sars, 1835)

#### PodgromadaTrachylinae(inne języki)
Rodzina Olindiidae Haeckel, 1879
- Craspedacusta sowerbyi Lankester, 1880 – hederyka Rydera – słodkowodny gatunek meduzy

### Krążkopławy (Scyphozoa)
W polskich wodach stwierdzono tylko dwa gatunki krążkopławów (Scyphozoa):
Rodzina bełtwowate (Cyaneidae)
- Cyanea capillata (Linnaeus, 1758) – bełtwa włosiennik (b. festonowa) – gatunek przydenny, rzadko spotykany w wodach przybrzeżnych

Rodzina Ulmaridae
- Aurelia aurita (Linnaeus, 1758) – chełbia modra

### Koralowce (Anthozoa)
Dwa gatunki koralowców (Anthozoa) z rzędu ukwiałów (Actiniaria) spotykane są w głębokich wodach Bałtyku:
Rodzina Actinidae
- Tealia felina Linnaeus, 1767 – ukwiał tęgoczułki

Rodzina Halcampidae
- Halcampa duodecimcirrata (M.Sars, 1835) – ukwiałek arkoński

## Płazińce (Platyhelminthes)

### Skrzelowce (Monogenea)
Większość gatunków to pasożyty zewnętrzne ryb. W Polsce stwierdzono około 120 gatunków skrzelowców (Monogenea).

### Przywry (Trematoda)
W Polsce stwierdzono ponad 320 gatunków dorosłych postaci przywr (Trematoda) oraz kolejnych kilkanaście gatunków cerkarii. Wszystkie gatunki są pasożytami, często o skomplikowanym cyklu rozwojowym.

### Tasiemce (Cestoda)
Na terenie Polski znaleziono dotąd ponad 270 gatunków tasiemców (Cestoda). Postacie dorosłe są pasożytami kręgowców.

## Kolcogłowy (Acanthocephala)
Kolcogłowy (Acanthocephala) są pasożytami jelit kręgowców. W Polsce stwierdzono ponad 30 gatunków z tej grupy.

## Wrotki (Rotifera)

### Bdelloidea
W Polsce wykazano 85 gatunków wrotków z grupy Bdelloidea, ale jest to liczba znacznie zaniżona w porównaniu do liczb taksonów występujących w krajach ościennych.

### Wrotki właściwe (Monogononta)
Wrotki (Rotifera) są w Polsce reprezentowane przez 554 gatunki.

## Brzuchorzęski (Gastrotricha)
W polskich wodach śródlądowych stwierdzono około 120 gatunków brzuchorzęsków (Gastrotricha). Cały czas są opisywane nowe taksony również z terenu Polski.

## Kielichowate (Entoprocta)
W Polsce w jeziorach Konińskich i dolnej Odrze stwierdzono jednego z dwóch przedstawicieli słodkowodnych kielichowatych (Entoprocta):
Rodzina Barentsiidae
- Urnatella gracilis(inne języki) Leidy, 1851

## Mszywioły (Bryozoa)
W polskich wodach słonych i słonawych stwierdzono występowanie 18 gatunków mszywiołów (Bryozoa).
Gatunki słodkowodne:
Rodzina Fredericellidae
- Fredericella sultana(inne języki) (Blumenbach, 1779)

Rodzina Plumatellidae
- Plumatella casmiana(inne języki) Oka, 1907
- Plumatella emarginata(inne języki) Allman, 1844
- Plumatella fruticosa(inne języki) Allman, 1844
- Plumatella fungosa(inne języki) (Pallas, 1768)
- Plumatella repens(inne języki) (Linnaeus, 1758)
- Hyalinella punctata(inne języki) (Hancock, 1850)

Rodzina Pectinatellidae
- Pectinatella magnifica(inne języki) (Leidy, 1851)

Rodzina Lophopodidae
- Lophopus crystallinus(inne języki) (Pallas, 1768)

Rodzina Cristatellidae
- Cristatella mucedo Cuvier, 1798[2] – mucedo[6]

Rodzina Paludicellidae
- Paludicella articulata(inne języki) (Ehrenberg, 1831)

Gatunki morskie:
Rodzina Electridae
- Einhornia crustulenta (Pallas, 1766)[7], syn. Electra crustulenta (Pallas, 1766), jako E. crustulenta var. baltica Borg, 1931)[2] – siatecznik bałtycki[8][9]

Rodzina Membraniporidae
- Electra pilosa(inne języki) (Linnaeus, 1768)
- Electra membranacea Linnaeus, 1767
- Callopora aurita(inne języki) Hincks, 1877

Rodzina Alcyonidae
- Alcyonidioides mytili(inne języki) (Dalyell, 1848)[10], syn. Alcyonidium mytili Dalyell, 1847[2]

Rodzina Vesiculariidae
- Bowerbankia caudata (Hincks, 1877)

Rodzina Victorellidae
- Victorella pavida(inne języki) Saville Kant, 1870

## Wstężnice (Nemertea)
Wstężnice (Nemertea), nazywane również wstężniakami, są reprezentowane w polskiej faunie przez 4 gatunki:

### GromadaEnopla
incertae sedis
- Prostoma puteale(inne języki) (Dugès, 1828) – syn. P. clepsinoides (Dugès, 1828)
- Prostoma graecense(inne języki) (Böhmig, 1892)
- Prostoma kolasai(inne języki) Gibson & Moore, 1976

Rodzina Acteonemertidae
- Leptonemertes chalicophora (Graff, 1879)

## Pierścienice (Annelida)
Do pierścienic (Annelida) należą między innymi popularne dżdżownice, wazonkowce, rureczniki i pijawki. Wiele gatunków ze skąposzczetów występuje w wodach morskich. W Polsce stwierdzono ponad 300 gatunków z tej grupy.

## Mięczaki (Mollusca)
Mięczaki (Mollusca) są bardzo silnie zróżnicowaną grupą zwierząt. W faunie światowej zalicza się do nich między innymi kalmary, ośmiornice, chitony czy bruzdobrzuchy. W Polsce występują tylko przedstawiciele dwóch największych grup – ślimaków (Gastropoda) i małży (Bivalvia). Liczba gatunków występujących w Polsce wynosi 282.

## Niezmogowce (Priapulida)
Dwa gatunki niezmogowców (Priapulida) występują na dnie Bałtyku:
Rodzina niezmogowcowate Priapulidae
- Priapulus caudatus(inne języki) Lamarck, 1816
- Halicryptus spinulosus(inne języki) von Siebold, 1800

## Nitnikowce (Nematomorpha)
Występowanie 11 gatunków nitnikowców (Nematomorpha) stwierdzono na obszarze Polski do 2008 roku:

### Chordodea
Rodzina Chordodidae
- Gordionus dubiosus(inne języki) Heinze, 1937
- Gordionus scaber(inne języki) Muller, 1927
- Gordionus strigatus(inne języki) Muller, 1927
- Gordionus wolterstorffii(inne języki) (Camerano, 1888)
- Parachordodes gemmatus(inne języki) (Villot, 1885)
- Parachordodes tolosanus(inne języki) (Dujardin, 1842)
- Paragordionus rautheri(inne języki) Heinze, 1937

### Gordea
Rodzina drucieńcowate Gordiidae
- Gordius albopunctatus(inne języki) Muller, 1927
- Gordius aquaticus(inne języki) Linnaeus, 1758 – drucieniec wodny[5]
- Gordius germanicus(inne języki) Heinze, 1937
- Gordius muelleri(inne języki) Heinze, 1933 – (G. mulleri)

## Niesporczaki (Tardigrada)
Niesporczaki (Tardigrada) są pospolitą, ale mało znaną grupą zwierząt, zdolną do wytrzymywania ekstremalnych warunków środowiskowych. Potrafią przeżyć nawet w przestrzeni kosmicznej. Są grupą słabo zbadaną, co roku opisuje się wiele nowych gatunków również z terenu Polski. Do tej pory stwierdzono w Polsce około 100 gatunków.

## Stawonogi (Arthropoda)

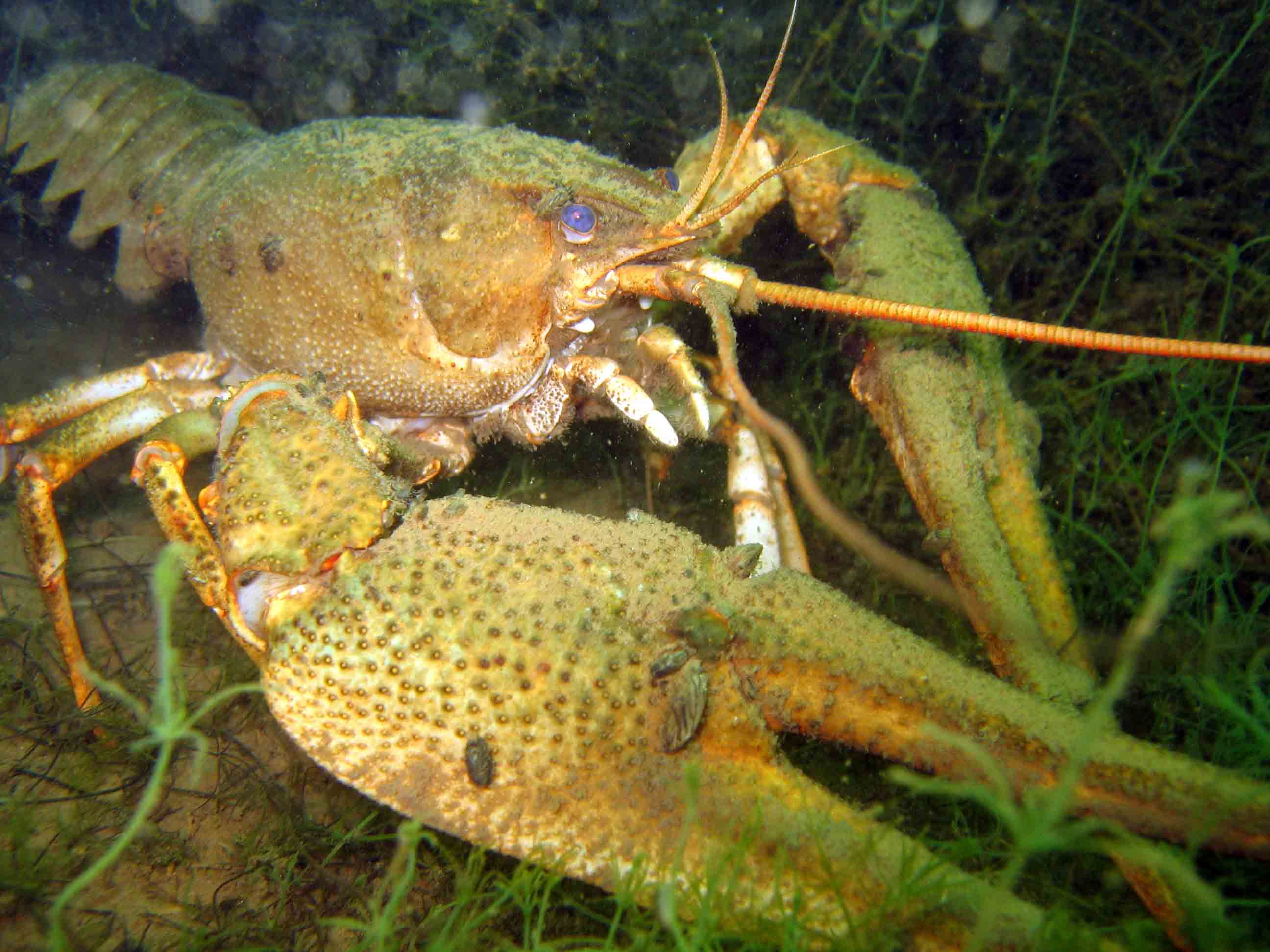
Rak błotny

### Skorupiaki (Crustacea)
Do skorupiaków zalicza się powszechnie znane rozwielitki (dafnie), małżoraczki, oczliki, kiełże, stonogi, krewetki, raki i kraby. Mniej znanymi, choć zasługującymi na szczególną uwagę, są przekopnice (przekopnica właściwa Triops cancriformis nie zmieniła się od triasu, czyli 220 mln lat), pasożytujące na rybach splewki czy osiadłe pąkle. Do 2008 roku zarejestrowano w Polsce występowanie około 500 gatunków (według innych źródeł do początku XXI w. stwierdzono 792 gatunki, z czego 17 obcych) skorupiaków, w tym:

#### Skrzelonogi (Branchiopoda)
Zalicza się tu między innymi rozwielitki, przekopnice, solowce i zadychry. W Polsce stwierdzono występowanie ponad 110 taksonów skrzelonogów (Branchiopoda).

#### Małżoraczki (Ostracoda)
Liczba gatunków małżoraczków (Ostracoda) stwierdzonych w Polsce wynosi ponad 160 taksonów.

#### Maxillopoda

##### Widłonogi (Copepoda)
Liczba gatunków widłonogów (Copepoda) stwierdzonych w Polsce wynosi około 190 taksonów. Niektóre z nich to gatunki pasożytnicze.

##### Tarczenice (Branchiura)
Tarczenice Branchiura są zewnętrznymi pasożytami ryb. W Polsce występują trzy gatunki z tej grupy, z których pospolity jest tylko A. foliaceus:
Rodzina splewkowate Argulidae Leach, 1819
- Argulus coregoni(inne języki) Thorell, 1865
- Argulus foliaceus (Linnaeus, 1758) – splewka karpiowa
- Argulus japonicus Thiele, 1900

##### Wąsonogi (Cirripedia)
W Bałtyku występuje jeden pospolity gatunek z grupy wąsonogów (Cirripedia) należący do gatunków inwazyjnych:
Rodzina pąklowate Balanidae Leach, 1806
- Amphibalanus improvisus (Darwin, 1854)

##### Wrzęchy (Pentastomida)
Wrzęchy (Pentastomida) są pasożytami wewnętrznymi ssaków. Jeden gatunek został wykazany w północnej części kraju:
Rodzina Linguatulidae Haldeman, 1851
- Linguatula serrata(inne języki) Frölich, 1789

#### Pancerzowce (Malacostraca)
Pancerzowce (Malacostraca) to bardzo znana grupa skorupiaków o bardzo dużym znaczeniu. Należą do nich kiełże, ośliczki, krewetki, raki czy kraby. Pospolite są również i powszechnie znane przynajmniej z wyglądu występujące na lądzie prosionki czy stonogi. W Polsce stwierdzono około 120 gatunków tych zwierząt.

### Szczękoczułkowce (Chelicerata)

#### Pajęczaki (Arachnida)

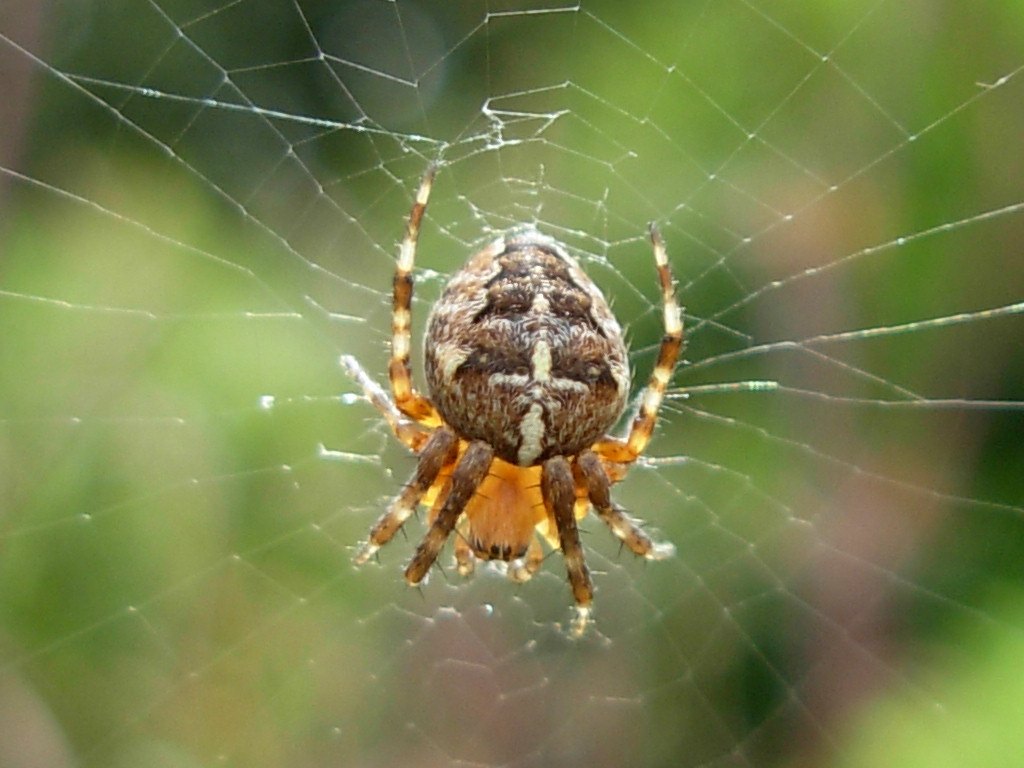
Krzyżak ogrodowy

Do pajęczaków należą stawonogi z czterema parami odnóży krocznych. W Polsce występują liczne gatunki pająków i roztoczy, a także mniej znane grupy jak zaleszczotki i kosarze.

##### Pająki (Araneae)
W Polsce odnotowano dotąd nieco ponad 800 gatunków pająków, z czego 11–20 to gatunki obce dla Europy.

##### Roztocze (Acari)

###### Actinotrichida
Astigmata syn. Astigmatina
Podrząd Mechowce (Oribatida)
Podrząd Prostigmata

###### Dręcze(Anactinotrichida, syn. Parasitiformes)
Rząd Kleszcze (Ixodida)
- kleszcz pospolity (Ixodes ricinus)
- lądzień czerwonatka (Trombidium holosericeum)
- pionówka (Piona sp.)
- glonówka (Hydrachna sp.)
- kurzawnik (Dermatophagoides sp.)
- szpeciel (Eriophyes sp.)

Rząd Żukowce (Mesostigmata)
Podrząd Microgyniina
Rodzina Microgyniidae
- Microsejus(inne języki)

Podrząd Sejina
Rodzina Sejidae
- Sejus(inne języki)

Podrząd Gamasina
Rodzina Epicriidae
- Epicrius(inne języki)

Rodzina Zerconidae
- Parazercon(inne języki)
- Polonozercon
- Prozercon(inne języki)
- Zercon(inne języki)

Rodzina Parasitidae
- Parasitellus(inne języki)
- Parasitus(inne języki)
- Vulgarogamasus(inne języki)
- Holoparasitus(inne języki)
- Leptogamasus(inne języki)
- Paragamasus(inne języki)
- Pergamasus(inne języki)
- Porrhostaspis(inne języki)

Rodzina Macrochelidae
- Geholaspis(inne języki)
- Macrocheles(inne języki)
- Neopodocinum(inne języki)

Rodzina Eviphididae
- Eviphis(inne języki)

Rodzina Ascidae
- Gamasellodes(inne języki)
- Proctolaelaps(inne języki)
- Arctoseius
- Cheiroseius(inne języki)
- Platyseius(inne języki)
- Lasioseius(inne języki)
- Asca(inne języki)

Rodzina Laelapidae
- Eulaelaps(inne języki)
- Haemogamasus(inne języki)
- Haemogamus
- Hirstionyssus(inne języki)
- Androlaelaps(inne języki)
- Hyperlaelaps(inne języki)
- Hypoaspis(inne języki)
- Laelaps(inne języki)
- Ololaelaps(inne języki)

Rodzina Veidaiaiidae
- Veigaia(inne języki)

Rodzina Rhodocaridae
- Gamasellus(inne języki)
- Cyrtolaelaps

Rodzina Pachylaelapidae
- Pachylaelaps(inne języki)

Rodzina Digimasellidae
- Dendrolaelaps

Rodzina Ameroseiidae
- Ameroseius(inne języki)

Rodzina Phytoseiidae
- Amblyseius(inne języki)

Rodzina Macrochelidae
- Geholaspis(inne języki)

Rodzina Rhodacaridae
- Rhodacarus(inne języki)

Podrząd Uropodina
Rodzina Trachytidae
- Trachytes

Rodzina Polyaspidae
- Polyaspinus(inne języki)
- Polyaspis(inne języki)

Rodzina Trematuridae
- Trichouropoda(inne języki)

Rodzina Urodinychidae
- Dinychus(inne języki)
- Urodiaspis(inne języki)
- Urobowella

Rodzina Trachyuropopidae
- Trachyuropoda(inne języki)

Rodzina Uropodidae
- Uropoda(inne języki)

lista niekompletna

##### Kosarze (Opiliones)
Pospolita grupa drapieżnych pajęczaków, występująca głównie w środowiskach leśnych, ale wiele gatunków jest synantropami spotykanymi również w domach mieszkalnych. W Polsce stwierdzono co najmniej 36 gatunków kosarzy (Opiliones):
Rodzina Sironidae
- Siro carpathicus Rafalski, 1956

Rodzina podłazowate Trogulidae
- Trogulus nepaeformis(inne języki) (Scopoli, 1763)
- Trogulus tricarinatus(inne języki) (Linnaeus, 1758) – podłaz deskowaty

Rodzina Nemastomatidae
- Mitostoma chrysomelas(inne języki) (Hermann, 1804)
- Nematostoma lugubre (O. F. Muller, 1776)
- Nematostoma triste (C. L. Koch, 1835)
- Paranemastoma kochi(inne języki) (Nowicki, 1870)
- Paranemastoma quadripunctatum(inne języki) (Perty, 1833)

Rodzina skubunowate Ischyropsalididae
- Ischyropsalis hellwigi(inne języki) (Panzer, 1794) – skubun kleszczownik
- Ischyropsalis manicata(inne języki) Koch, 1869

Rodzina kosarzowate Phalangiidae
- Astrobunus laevipes(inne języki) (Canestrini, 1872)
- Leiobunum blackwalli(inne języki) Meade, 1861
- Leiobunum limbatum L. Koch, 1861
- Leiobunum rotundum (Latreille, 1798)
- Leiobunum rupestre(inne języki) (Herbst, 1799)
- Leiobunum tisciae(inne języki) Avram, 1968
- Nelima gothica(inne języki) Lohmander, 1945
- Nelima semproni(inne języki) Szalay, 1951
- Gyas titanus(inne języki) Simon, 1879
- Lacinus dentiger (C. L. Koch, 1848)
- Lacinus ephippiatus (C. L. Koch, 1835)
- Lacinus horridus (Panzer, 1794)
- Mitopus morio(inne języki) (Fabricius, 1779)
- Oligolophus hanseni(inne języki) (Kraepelin, 1896)
- Oligolophus tridens(inne języki) (C. L. Koch, 1836)
- Paroligophus agrestis (Meade, 1758)
- Phalangium opilio Linnaeus, 1835) – kosarz pospolity
- Rilaena triangularis(inne języki) (Herbst, 1799)
- Lophopilio palpinalis(inne języki) (Herbst, 1799)
- Platybunus bucephalus(inne języki) (C. L. Koch, 1938)
- Platybunus pallidus(inne języki) Silhavy, 1938
- Egaenus convexus(inne języki) (C. L. Koch, 1835)
- Opilio canestrinii (Thorell, 1876)
- Opilio dinaricus(inne języki) Silhavy, 1938
- Opilio parietinus (De Geer, 1839) – kosarz ścienny
- Opilio saxatilis(inne języki) (C. L. Koch, 1855)

##### Zaleszczotki (Pseudoscorpionida)
W Polsce stwierdzono występowanie 47 gatunków zaleszczotków (Pseudoscorpionida):
Rodzina Chthoniidae
- Mundochthonius carpaticus Rafalski, 1948
- Chthonius heterodactylus Tomosvary, 1882
- Chthonius ischnocheles (Hermann, 1804)
- Chthonius tenuis L. Koch, 1873
- Chthonius fuscimanus Simon, 1900
- Chthonius tetrachelatus (Preyssler, 1790)

Rodzina Neobisiidae
- Microbisium brevifemoratum (Ellingsen, 1903)
- Microbisium suecicum Lohmander, 1945
- Neobisium brevidigitatum (Beier, 1928)
- Neobisium carcinoides (Hermann, 1804) (syn. N. muscorum (Leach, 1817))
- Neobisium carpaticum Beier, 1935
- Neobisium crassifemoratum (Beier, 1928)
- Neobisium erythrodactylum (L. Koch, 1873)
- Neobisium fuscimanum (C. L. Koch, 1843) – również jako podgatunek N. fuscimanum ponticum Beier, 1963
- Neobisium minutum(inne języki) (Tomosvary, 1882)
- Neobisium polonicum Rafalski, 1935
- Neobisium simile (L. Koch, 1873)
- Neobisium simoni(inne języki) (L. Koch, 1873)
- Neobisium sylvaticum (C. L. Koch, 1835)
- Roncus transsilvanicus Beier, 1928

Rodzina Larcidae
- Larca lata (H. J. Hansen, 1884)

Rodzina Cheiridiidae
- Cheiridium museorum (Leach, 1817)
- Apocheiridium ferum (E. Simon, 1879)

Rodzina Chernetidae
- Lamprochernes chyzeri Tomosvary, 1882
- Lamprochernes nodosus (Schrank, 1803)
- Anthrenochernes stellae Lohmander, 1939
- Pselaphochernes scorpioides(inne języki) (Hermann, 1804)
- Allochernes dubius (Cambridfe, 1892)
- Allochernes peregrinus(inne języki) Lohmander, 1939)
- Allochernes wideri(inne języki) (C. L. Koch, 1843)
- Chernes nigrimanus(inne języki) (Ellingsen, 1897)
- Chernes similis(inne języki) Beier, 1932
- Chernes cimicoides(inne języki) (Fabricius, 1793)
- Chernes hahni(inne języki) L. Koch, 1873
- Chernes beieri(inne języki) Harvey, 1990
- Dinocheirus panzeri(inne języki) (C.L. Koch, 1837) – (syn. Chernes rufeolus (E. Simon, 1879))
- Dendrochernes cyrneus(inne języki) (L. Koch, 1873)

Rodzina zaleszczotkowate Cheliferidae
- Chelifer cancroides (Linnaeus, 1761) – zaleszczotek książkowy
- Mesochelifer ressli Mahnert, 1981
- Dactylochelifer latreillei (Leach, 1817)
  - Dactylochelifer latreillei latreillei (Leach, 1817)
  - Dactylochelifer latreillei septentrionalis Beier, 1932

##### Rozłupnogłowce(Schizomida)
W Polsce stwierdzono jeden gatunek zawleczony:
Rodzina Hubbardiidae
- Stenochrus portoricensis(inne języki)

#### Kikutnice (Pantopoda)
Na dnie polskiego Bałtyku stwierdzono występowanie dwóch gatunków z gromady kikutnic (Pycnogonida).
Rodzina Nymphonidae Wilson, 1878
- Nymphon grossipes(inne języki) (Fabricius, 1780)
- Nymphon brevirostre Hodge, 1863

### Sześcionogie (Hexapoda)

#### Skrytoszczękie (Entognatha)
Skrytoszczękie (Entognatha) są reprezentowane w Polsce przez 547 gatunków.

##### Widłogonki(Diplura)
W Polsce stwierdzono 10 gatunków; wszystkie z rodziny widłogonkowatych (Campodeidae):
- Campodea apula(inne języki)
- Campodea augens(inne języki)
- Campodea chionea(inne języki)
- Campodea fragilis – widłogonka krucha
- Campodea franzi(inne języki)
- Campodea plusiochaeta(inne języki)
- Campodea silvestrii(inne języki)
- Campodea staphylinus – widłogonka pospolita
- Campodea suenssoni
- Campodea wygodzinskyi

##### Pierwogonki(Protura)
W Polsce stwierdzono dotychczas 69 gatunków z 4 rodzin, przy czym szacuje się, że jest to około 60-70% krajowych gatunków

##### Skoczogonki(Collembola)
W Polsce stwierdzono 470 gatunków.

#### Owady (Insecta)
Liczbę gatunków owadów występujących w Polsce na podstawie opublikowanych danych można szacować na około 28–30 tysięcy.

### Wije (Myriapoda)
Do 2008 roku zarejestrowano w Polsce występowanie 147 gatunków wijów (Myriapoda).

## Szczecioszczękie (Chaetognatha)
W wodach Bałtyku stwierdzono 2 gatunki szczecioszczękich (Chaetognatha):
Rodzina strzałkowate Sagittidae
- Sagitta setosa J.Müller, 1847 – tylko okresowo w Bałtyku, po wlewach wód z Morza Północnego.
- Parasagitta elegans (Verrill, 1873) – w Bałtyku endemiczny podgatunek P. elegans baltica Ritter-Záhony, 1911.

## Szkarłupnie (Echinodermata)
W wodach Bałtyku stwierdzono 2 gatunki szkarłupni (Echinodermata):

### Rozgwiazdy (Asteroidea)
Rodzina Asteriidae
- Asterias rubens Linnaeus, 1758 – rozgwiazda czerwona – sporadycznie w Basenie Arkońskim, wyjątkowo w basenie Bornholmskim

### Wężowidła (Ophiuroidea)
Rodzina Ophiolepididae
- Ophiura albida (Forbes, 1841) – wężowidło białe – rzadko pojawia się w Basenie Arkońskim, możliwe występowanie również wężowideł z rodzaju Amphiura sp. (A. filiformis i A. chiajei z rodziny Amphiuridae) pospolitych w Cieśninach Duńskich.

## Strunowce (Chordata)

### Osłonice (Tunicata)
W wodach Bałtyku występują 4 gatunki osłonic (Tunicata):

#### Ogonice (Appenidicularia)
Rodzina Fritillariidae Lohmann, 1915
- Fritillaria borealis(inne języki) Lohmann, 1896

Rodzina Oikopleuridae Lohmann, 1915
- Oikopleura dioica(inne języki) Fol, 1872

#### Żachwy (Ascidiacea)
Rodzina Styelidae Sluiter, 1895
- Dendrodoa grossularia (Van Beneden, 1846)
- Styela coriacea(inne języki) (Alder & Hancock, 1848)

### Ryby (Pisces)

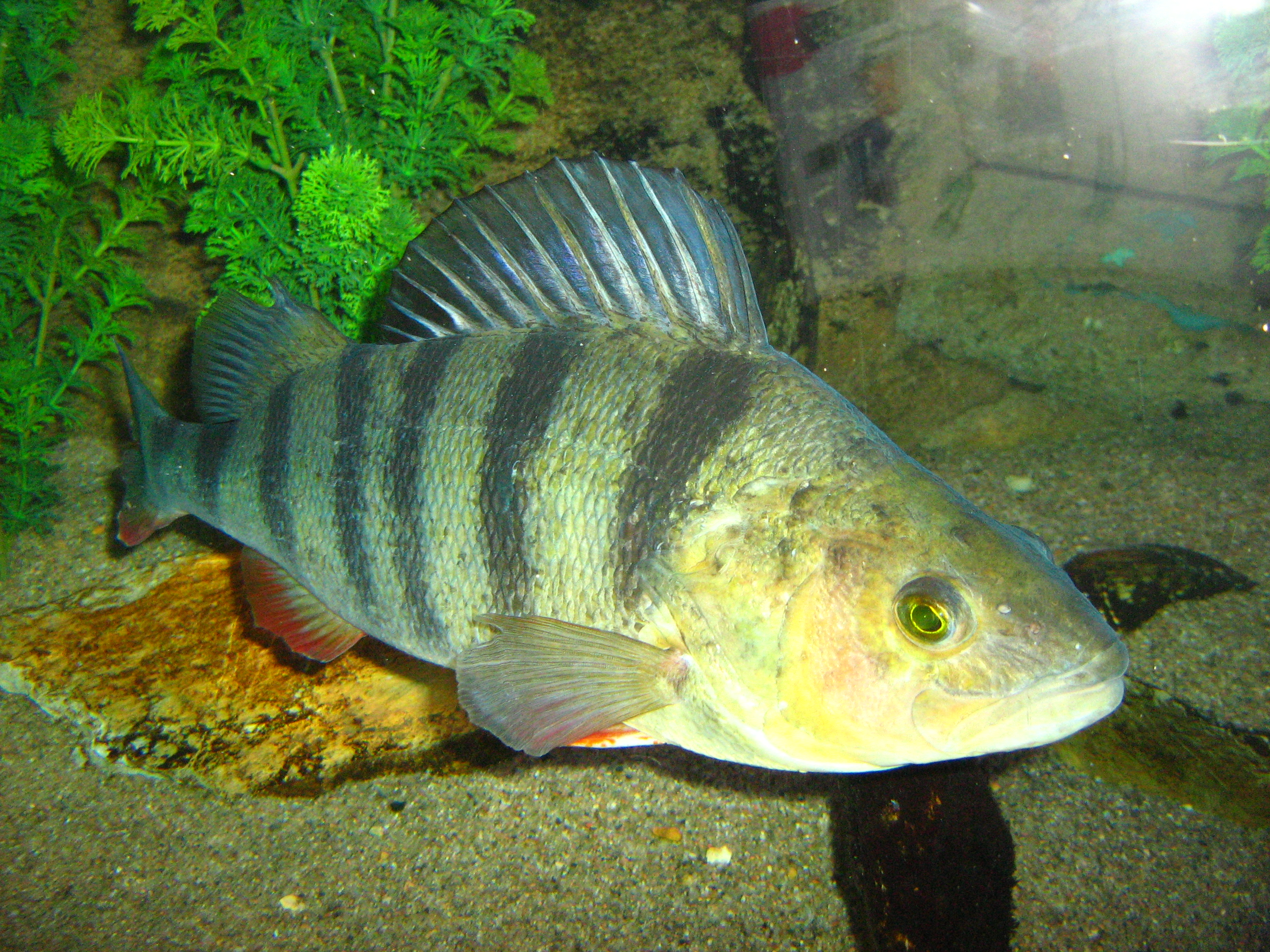
Okoń

W Polsce występuje ponad 160 gatunków zaliczanych do ryb (w tym minogów). Większość z nich stanowią ryby kostnoszkieletowe (Osteichthyes). W Morzu Bałtyckim występują gatunki morskie, a także gatunki dwuśrodowiskowe dorastające w środowisku morskim i wędrujące w górę rzek w celu odbycia tarła (wyjątkiem jest węgorz dojrzewający w wodach słodkich i wędrujący na tarło do Morza Sargassowego). Wiele gatunków morskich pojawia się w Bałtyku sporadycznie.
Znaczny udział w ichtiofaunie Polski mają gatunki celowo lub przypadkowo wprowadzone do polskich wód (około 40 gatunków).

### Płazy (Amphibia)

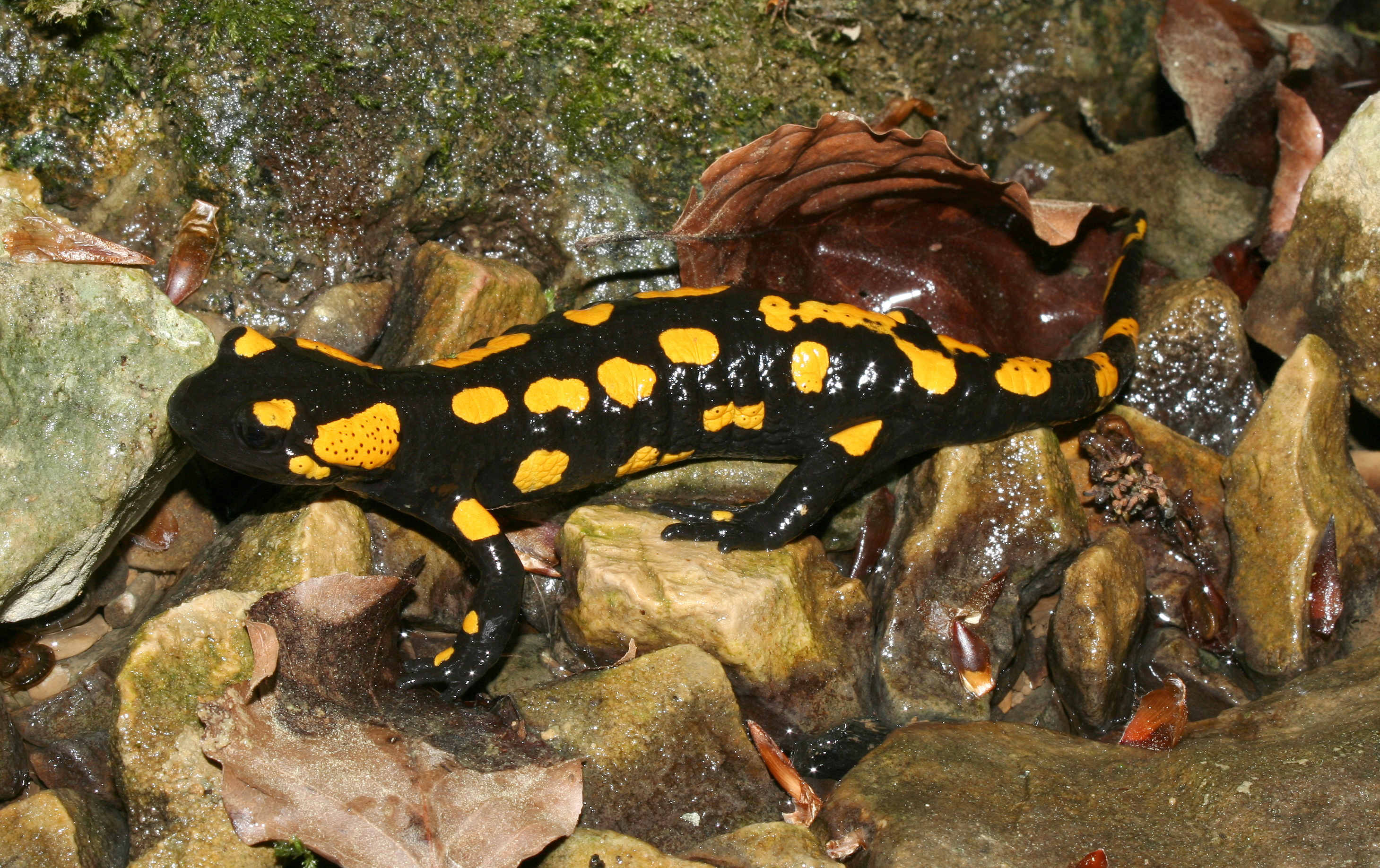
Salamandra plamista

Liczba gatunków płazów występujących w Polsce wynosi 18.
- płazy ogoniaste (Caudata)
  - salamandrowate (Salamandridae)
    -  salamandra plamista (Salamandra salamandra)
    -  traszka grzebieniasta (Triturus cristatus)
    -  traszka zwyczajna (Lissotriton vulgaris)
    -  traszka karpacka (Lissotriton montandoni)
    -  traszka górska (Ichthyosaura alpestris)
- płazy bezogonowe (Anura)
  - kumakowate (Bombinatoridae)
    -  kumak nizinny (Bombina bombina)
    -  kumak górski (Bombina variegata)

  - grzebiuszkowate (Pelobatidae)
    -  grzebiuszka ziemna (Pelobates fuscus)

  - ropuchowate (Bufonidae)
    -  ropucha szara (Bufo bufo)
    -  ropucha zielona (Bufotes viridis)
      - Bufotes variabilis(inne języki) – gatunek o niepewnym statusie taksonomicznym[23]

    -  ropucha paskówka (Epidalea calamita)

  - rzekotkowate (Hylidae)
    -  rzekotka drzewna (Hyla arborea)
    - rzekotka wschodnia (Hyla orientalis)[24][23]

  - żabowate (Ranidae)
    -  żaba jeziorkowa (Pelophylax lessonae)
    -  żaba wodna (Pelophylax esculentus)
    -  żaba śmieszka (Pelophylax ridibundus)
    - żaba bałkańska (Pelophylax kurtmuelleri)[25][26][23]
    -  żaba trawna (Rana temporaria)
    -  żaba moczarowa (Rana arvalis)
    -  żaba dalmatyńska (Rana dalmatina)

### Gady (Reptilia)

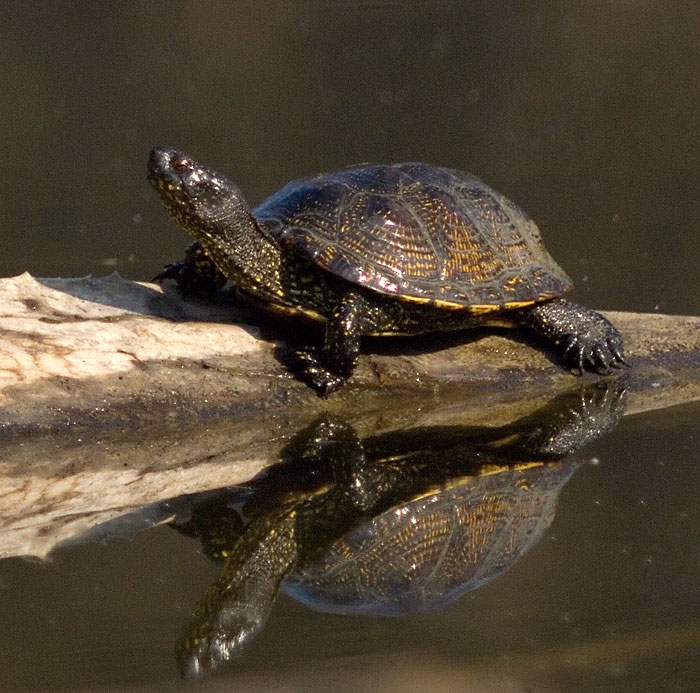
Żółw błotny

Liczba gatunków gadów występujących w Polsce wynosi 15 (11 rodzimych i 4 introdukowane).
- żółwie (Testudines)
  - żółwie błotne (Emydidae)
    -  żółw błotny (Emys orbicularis)
    - żółw ozdobny (Trachemys scripta)[23]
- łuskonośne (Squamata)
  - jaszczurki właściwe (Lacertidae)
    -  jaszczurka zwinka (Lacerta agilis)
    -  jaszczurka żyworodna (Zootoca vivipara)
    -  jaszczurka zielona (Lacerta viridis)
    - jaszczurka murowa (Podarcis muralis)[23]

  - padalcowate (Anguidae)
    -  padalec zwyczajny (Anguis fragilis)
    - padalec kolchidzki (Anguis colchica)[23]

  - połozowate (Colubridae)
    -  zaskroniec zwyczajny (Natrix natrix)
    -  zaskroniec rybołów (Natrix tesselata)[23]
    -  wąż Eskulapa (Zamenis longissimus)
    -  gniewosz plamisty (Coronella austriaca)

  - żmijowate (Viperidae)
    -  żmija zygzakowata (Vipera berus)

### Ptaki (Aves)

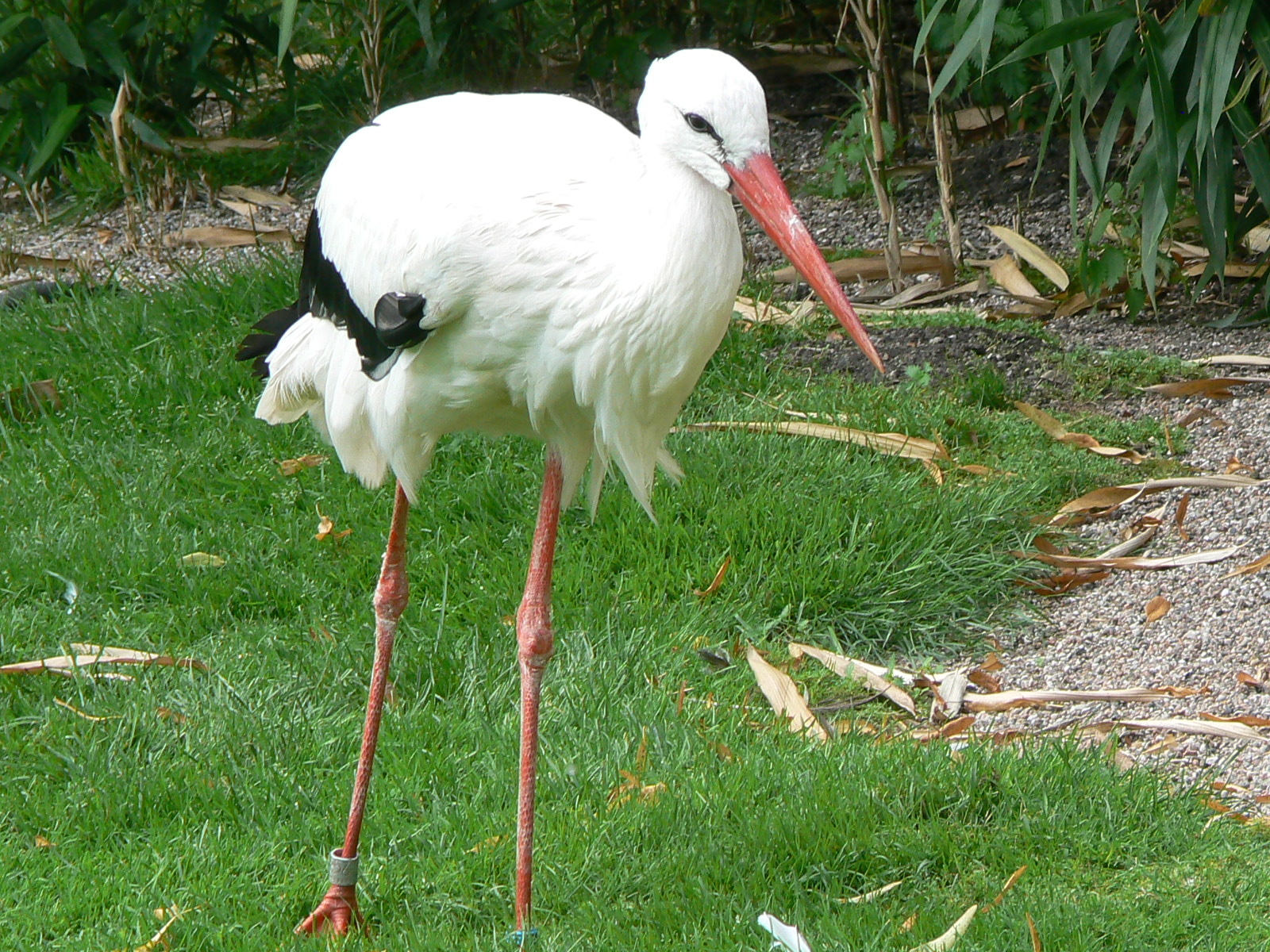
Bocian biały

Liczba gatunków ptaków (Aves) stwierdzonych w Polsce i wpisanych na listę krajowej awifauny wynosiła 31 grudnia 2022 r. 473 (według podziału przyjętego przez Komisję Faunistyczną Sekcji Ornitologicznej Polskiego Towarzystwa Zoologicznego, która zajmuje się weryfikacją obserwacji). Są to ptaki, które według klasyfikacji AERC zostały zaliczone do kategorii A, B i C (pojaw naturalny lub wtórnie naturalny).

### Ssaki (Mammalia)

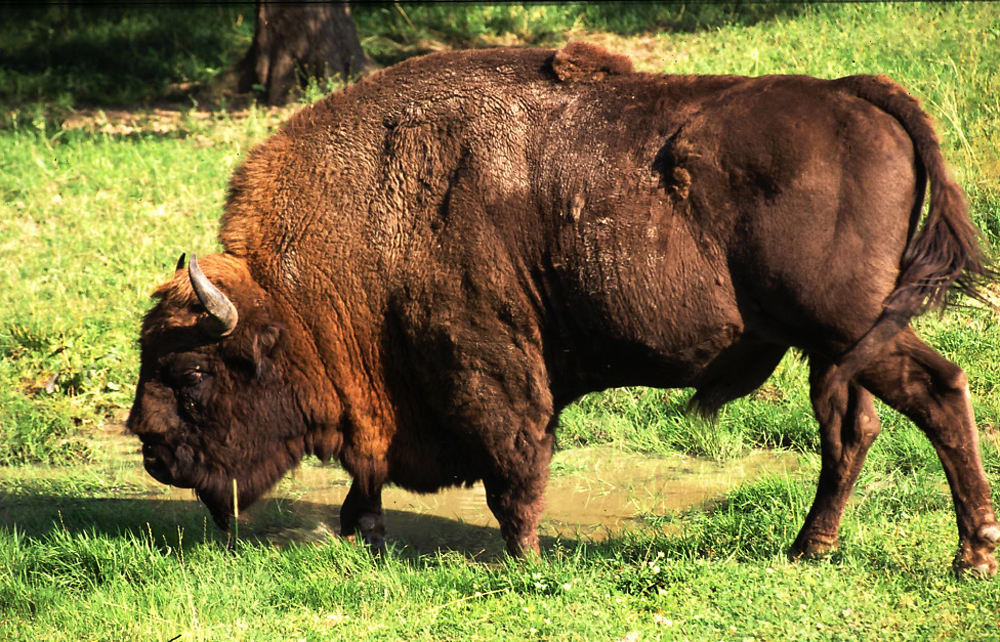
Żubr

Liczba gatunków ssaków stwierdzonych w stanie dzikim na terenie Polski w czasach historycznych wynosi 114, lub (uwzględniając sobola) 115.